# Provocatio ad populum
Provocatio ad populum es una institución de derecho público romano nació en los primeros años del régimen republicano introducida en esta amor por  una Lex Valeria de provocatione del año 509 a. C. en la que se señalaba que a ningún ciudadano se le podía ejecutar la pena capital impuesta por el magistrado dotado de imperium, sin antes recurrir ante el pueblo (populus).

## Evolución de la Institución
Sin embargo, en un primer momento, sólo se respetó en el caso de los patricios que lo solicitaron y no en el de los plebeyos que tras un período revolucionario consiguieron la aplicación práctica a todos los ciudadanos libres. 
En un primer momento la asamblea encargada de conocer de la provocatio fue la asamblea curiada y con la 'Ley de las XII tablas' esta competencia pasó a las asambleas centuriadas. Los supuestos en los que se aceptó el recurso a la provocatio fueron dos: en el supuesto de pena capital y la sanción pecuniaria superior a los 3020 ases. Con el tiempo la institución se consolidó, aunque desaparece con la institución del Principado por Augusto.
Pablo de Tarso, sin embargo, durante el principado de Nerón utilizó el recurso de provocatio al príncipe y fue llevado al César, fracasando. El magistrado que no daba visto bueno al recurso, era reo de muerte.